# Брест (община Македонски-Брод)
Брест (макед. Брест) — село в Македонии. Расположено в общине Македонски-Брод, в Юго-Западном регионе страны, на территории исторического района Поречье.

## География
Село находится в горном районе, близ вершины Фойник, в верхней долине реки Треска. Из-за расположения на склоне горы, высота над уровнем моря колеблется от 944 до 1020 метров. Село соединено автомобильной дорогой с центром общины, городом Македонски-Брод, который расположен в 45 километрах к югу от села.
Рядом с селом расположены несколько источников питьевой воды.

## История
Впервые село упоминается в связи с уплатой налогов в 1467 году — тогда в Бресте находилось 9 дворов, в документах село указывалось, как наиболее богатое в округе. Следующее упоминание о селе находится только в XIX веке. Согласно ему, Брест — болгарское село в 11 дворов и 50 человек. В 1900 году в составе населения указываются уже и болгары, и сербы, однако в 1929 году село всё еще продолжает считаться болгарским.
После Второй мировой войны значительная часть населения переселилась в города — в частности, в центр общины, Македонски-Брод, в столицу страны Скопье и иные. Часть населения эмигрировала в западноевропейские страны, в основном в Германию.
На сегодняшний день в Бресте находятся 4 церкви, самая старая из которых — Церковь Святого Талалея —  была построена в 1891 году. Село Брест — родина известного македонского теолога, профессора и архидиакона Ратомира Грозданоски.

## Население
| Год     | 1467     | 1873 | 1900 | 2002 |
| ------- | -------- | ---- | ---- | ---- |
| Человек | около 30 | 50   | 204  | 189  |

Согласно переписи населения 2002 года, этнический состав выглядит следующим образом:
- Македонцы — 186 человек;
- Сербы — 3 человека.